# البستنة (الانفصال)

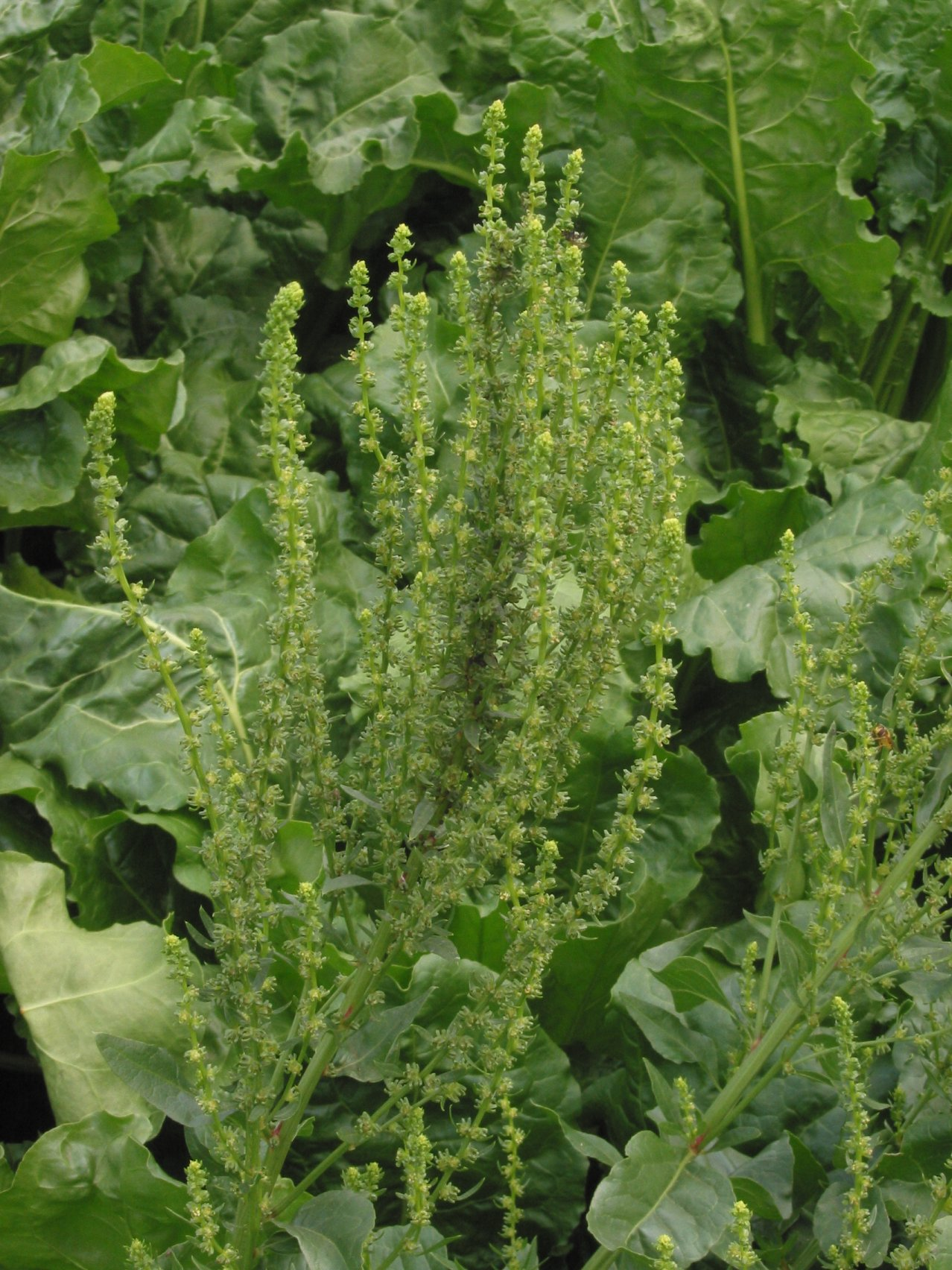

البستنة هو إنتاج ساق مزهرة (برعم)على المحاصيل الزراعية والبستانية قبل أن تحصد المحاصيل، هي محاولة طبيعية لإنتاج البذور  والتكاثر. عادة ما تكون هذه السيقان المزهرة امتدادات قوية للسيقان الحاملة للأوراق الموجودة، من أجل إنتاجها، يحول النبات الموارد بعيدًا عن إنتاج الأجزاء الصالحة للأكل مثل الأوراق أو الجذور، مما يؤدي إلى تغيير في القوام والنكهة ويؤدي إلى ذبولها وبشكل عام محصول رديء الجودة. يقال إن النباتات التي أنتجت السيقان المزهرة بهذه الطريقة قد انفصلت. تشمل المحاصيل التي تميل إلى الانفصال الخس والريحان والشمندر والبراسيكا والسبانخ والكرفس والبصل  والكراث.
```
يحدث الانفصال بواسطة هرمونات نباتية من عائلة جبريلين، ويمكن أن يحدث نتيجة لعدة عوامل:- بما في ذلك التغيرات في طول اليوم، وانتشار درجات الحرارة المرتفعة في مراحل معينة من دورة نمو النبات، ووجود ضغوط مثل عدم كفاية المياه أو المعادن، قد تتفاعل هذه العوامل بطريقة معقدة.
[
1
]
 قد يؤثر طول اليوم على الميل للانفصال حيث أن بعض النباتات «نباتات نهارية طويلة»، وبعضها «نباتات نهارية قصيرة» والبعض الآخر «محايد اليوم»، 
[
3
]
 يمكن أن تؤثر درجات الحرارة المنخفضة أو المرتفعة على ميل بعض النباتات للانفصال إذا تم اختبارها لفترات كافية في نقاط معينة من دورة حياة النبات؛ بمجرد استيفاء هذه الشروط، النباتات التي تتطلب مثل هذا الشروط سوف تنفصل لاحقًا بغض النظر عن درجات الحرارة اللاحقة. قد تستجيب النباتات التي تتعرض للإجهاد عن طريق الانفصال حتى تتمكن من إنتاج البذور قبل أن تموت.
```

قام مربو النباتات بإدخال أصناف من المحاصيل «المقاومة للانفصال» الأقل عرضة لهذه الحالة.
المراجع